# Citaringgul
Citaringgul is een bestuurslaag in het regentschap Bogor van de provincie West-Java, Indonesië. Citaringgul telt 7755 inwoners (volkstelling 2010).